# Potaje de vigilia

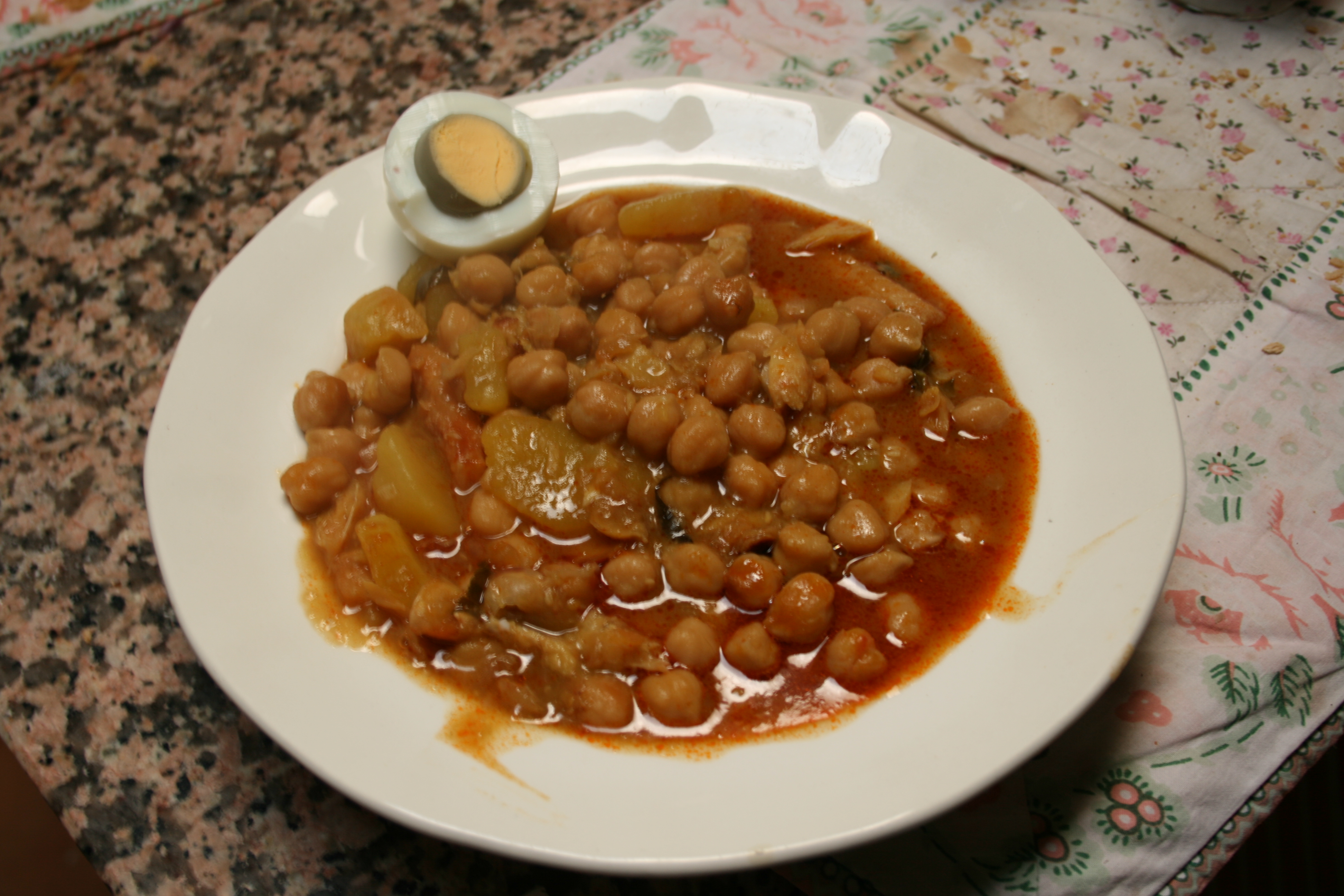
Potaje de vigilia.

Potaje de vigilia är en spansk maträtt som traditionellt serveras på långfredagen. På grund av att man av religiösa skäl undviker att äta kött under påsken innehåller denna rätt saltad torsk och kikärter som proteinkälla.
En av huvudingredienserna i denna gryta är saltad torsk som blötläggs en dag innan. Grytan görs vanligtvis med kikärter, några vita bönor, spenat och lök, vitlök, olja, paprika och hårdkokta ägg.
Potaje de vigilia kan som alternativ till torsk göras på musslor. Ris, potatis och kål är andra tillägg.
Den kan serveras på olika sätt, men mest känt är med ett hårdkokt ägg skuret i fjärdedelar på tallriken, samt några persiljeblad. Det är tradition att grytan som används vid beredningen av soppan placeras i mitten av bordet så att var och en kan servera (och ta om) efter behag.